# Dorcadion glabriscapus
Dorcadion glabriscapus är en skalbaggsart som beskrevs av Stefan von Breuning 1943. Dorcadion glabriscapus ingår i släktet Dorcadion och familjen långhorningar. Inga underarter finns listade i Catalogue of Life.